# Postel-Nunatak
Der Postel-Nunatak ist ein 1450 m hoher Nunatak im westantarktischen Queen Elizabeth Land. In der Patuxent Range der Pensacola Mountains ragt er 13 km südwestlich des Snake Ridge aus einer Eisstufe auf, die sich ausgehend von diesem Gebirgskamm in südwestlicher Richtung erstreckt.
Der United States Geological Survey kartierte ihn anhand eigener Vermessungen und Luftaufnahmen der United States Navy aus den Jahren von 1956 bis 1966. Das Advisory Committee on Antarctic Names benannte ihn 1968 nach Philip A. Postel, Meteorologe auf der Amundsen-Scott-Südpolstation im antarktischen Winter 1967.